# سام ماجراجو
سام ماجراجو (به انگلیسی: Serious Sam) یک بازی ویدئویی در سبک تیراندازی اول شخص و ترس و بقا است که توسط کروتیم ساخته و گدرینگ دولوپرز آن را در سال ۲۰۰۱ و در پلت‌فرم‌های لینوکس، ایکس‌باکس و مایکروسافت ویندوز منتشر کرده است.
این بازی در دو اپیزود با نام‌های سام ماجراجو: برخورد نخست و سام ماجراجو: برخورد دوم منتشر شد و شرکت سازنده آن نسخه بازسازی گرافیکی‌شدهٔ آن را در نوامبر ۲۰۰۹ و آوریل ۲۰۱۰ عرضه کرد.